# 1,2,4-Triazol
1,2,4-Triazol ist eine chemische Verbindung aus der Gruppe der Triazole. Sie liegt in Form von farblosen Schuppen vor.

## Vorkommen
In der Natur kommt die Verbindung in Form der Minerale Chanabayait (Cu2Cl(N3C2H2)2(NH3,Cl,H2O,◻)4) und Triazolit (NaCu2(N3C2H2)2(NH3)2Cl3·4H2O) vor. Es sind zudem die ersten bekannten Minerale mit Triazol-Anion.

## Gewinnung und Darstellung
1,2,4-Triazol kann durch weitere Nitrierung von Imidazol bzw. Einhorn-Brunner-Reaktion oder Pellizzari-Reaktion gewonnen werden.

## Eigenschaften
Für 1,2,4-Triazol können zwei tautomere Strukturen formuliert werden. In der Gasphase und in Lösung ist allerdings praktisch nur das 1H-Tautomer präsent.
1,2,4-Triazol bildet farblose Kristalle, die bei 120 °C schmelzen. Die Schmelzenthalpie beträgt 16,1 kJ·mol−1. Die Wärmekapazität des Feststoffs beträgt bei 25 °C 78,7 J·K−1·mol−1 bzw. 1,14 J·K−1·g−1 Die Verbindung zersetzt sich bei Temperaturen oberhalb von 250 °C. Die mittels DSC bestimmte Zersetzungswärme beträgt −135 kJ·mol−1 bzw. −1960 kJ·kg−1. Als Zersetzungsprodukte wurden Cyanwasserstoff und Methan gefunden.

## Verwendung
1,2,4-Triazol wird als Zusatzstoff in Düngemitteln und als Zwischenprodukt zur Herstellung von Fungiziden durch eine Additionsreaktion mit Epoxiden oder anderen elektrophilen Verbindungen für verwendet.
Triazolderivate wie Nitrotriazolon oder ANTA finden als neuartige, unempfindliche Sprengstoffe Anwendung.

## Sicherheitshinweise
Bei hohen Temperaturen zersetzt sich 1,2,4-Triazol, wobei Stickoxide entstehen und Explosionsgefahr (Flammpunkt 170 °C, Zündtemperatur etwa 490 °C) gegeben ist. Es ist im Anhang VI der Verordnung (EG) Nr. 1272/2008 (CLP) als reproduktionstoxisch der Kategorie 2 aufgeführt und seine Verwendung in Kosmetika verboten (Anhang II der Verordnung (EG) Nr. 1223/2009 über kosmetische Mittel).
1,2,4-Triazol wurde 2015 von der EU gemäß der Verordnung (EG) Nr. 1907/2006 (REACH) im Rahmen der Stoffbewertung in den fortlaufenden Aktionsplan der Gemeinschaft (CoRAP) aufgenommen. Hierbei werden die Auswirkungen des Stoffs auf die menschliche Gesundheit bzw. die Umwelt neu bewertet und ggf. Folgemaßnahmen eingeleitet. Ursächlich für die Aufnahme von 1,2,4-Triazol waren die Besorgnisse bezüglich Umweltexposition, hoher (aggregierter) Tonnage, anderer gefahrenbezogener Bedenken und weit verbreiteter Verwendung sowie der Gefahren ausgehend von einer möglichen Zuordnung zur Gruppe der CMR-Stoffe. Die Neubewertung fand ab 2015 statt und wurde von Belgien durchgeführt. Anschließend wurde ein Abschlussbericht veröffentlicht.

## Derivate
- Amitrol C2H4N4
- Epoxiconazol C17H13ClFN3O
- Propiconazol C15H17Cl2N3O2
- Guanazol (1H-1,2,4-Triazol-3,5-diamin) C2H5N5